# Inês Etienne Romeu

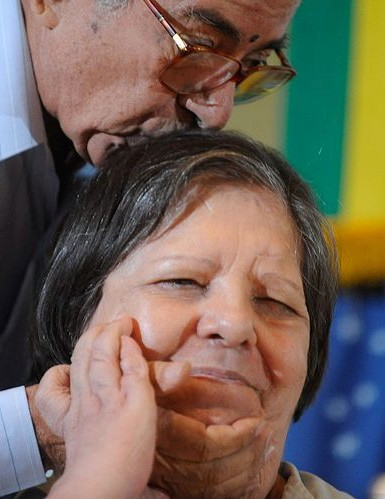
Inês Etienne Romeu während einer Sitzung der Brasilianischen Wahrheitskommission im Jahr 2014

Inês Etienne Romeu (geboren am 18. Dezember 1942 in Pouso Alegre, Minas Gerais; gestorben am 27. April 2015 in Niterói, Rio de Janeiro) war eine brasilianische Widerstandskämpferin in der Zeit der Militärdiktatur in Brasilien (1964–1985). Romeu war ein führendes Mitglied in verschiedenen kommunistischen Widerstandsgruppen der Zeit, in denen sie als Teil der Stadtguerilla Entführungen und Banküberfälle organisierte. Nach ihrer Verhaftung 1971 verbrachte sie, ständiger Gewalt und Folter ausgesetzt, drei Monate in einem als „Casa da Morte“ bekannt gewordenen Geheimgefängnis in Petrópolis, das sie als einzige Überlebende verlassen konnte. Nach weiteren acht Jahren Haft kam sie 1979 als letzte inhaftierte politische Gefangene der Militärdiktatur frei und widmete sich unter anderem der Dokumentation der erfahrenen Gewalt und der dafür Verantwortlichen.

## Leben

### Politisierung im studentischen Umfeld von Belo Horizonte
Inês Etienne Romeu wurde als das jüngste von fünf (oder 8) Kindern von Paulo Romeu Junior und Maria Etienne Arreguy in Pouso Alegre (Minas Gerais) geboren. Sie besuchte das Colégio Nossa Senhora do Carmo in Cataguases, anschließend das Colégio São Domingos in Poço de Caldas. 1960 zog die Familie in die Hauptstadt des Bundesstaates, Belo Horizonte, wo Romeu ihre Schullaufbahn am Colégio Marconi beendete. Anschließend begann sie an der Bundesuniversität von Minas Gerais zunächst Soziologie und Politikwissenschaften zu studieren, später wechselte sie zu Geschichtswissenschaften. Nebenher arbeitete Romeu als Bankangestellte bei der Banco de Minas Gerais.
Im Umfeld der Universität, aber auch durch die Tätigkeit in der Bank, begann sich Inês Romeu zu politisieren, und sich zunächst in der Gewerkschaft der Bankangestellten und in der Studierendenbewegung zu engagieren. In letzterer befreundete sich unter anderem mit der dort ebenfalls aktiven Studentin Dilma Rousseff, von 2011 bis 2016 Staatspräsidentin Brasiliens. Angesprochen von der radikalen Ausrichtung, traten beide der Organização Revolucionária Marxista Política Operária (POLOP) bei, einer kleinen radikalen, kommunistischen Partei, um dort ihr politisches Engagement fortzuführen.
Ende 1963/Anfang 1964 eröffnete Inês Romeu mit einigen politisch gleichgesinnten Freunden in Belo Horizonte eine Bar namens „Bucheco“ – der Name der Bar war eine Hommage an Che Guevara in Form eines Wortspiels mit dem in Brasilien üblichen Wort für Bar (Buteco). Die Bar entwickelte sich zu politisch progressiven Freiraum der Stadt. Obwohl klein, verraucht, karg eingerichtet und ohne Tresen, wurde sie schnell populär, was auch daran lag, dass Frauen diese frequentierten und dort entgegen damaliger konservativer Wertevorstellungen Alkohol konsumierten. Darüber hinaus diente das Bucheco dazu finanzielle Mittel wie auch Mitstreiter für die POLOP anzuwerben. Bereits kurze Zeit nach Eröffnung der Bar musste diese in Folge des Putsches des brasilianischen Militärs am 7. März 1964 schließen.

### Widerstandskämpferin der brasilianischen Stadtguerilla
Unter dem Druck des Militärregimes kam es innerhalb Romeus Partei, Dissens um die Ausrichtung und Form des Widerstands zur Spaltung beim IV. Kongress 1967. Romeu schloss sich der Gruppe an, die für einen bewaffneten Kampf warb und sich im Comando de Libertação Nacional (COLINA) neu formierte. Die zunehmende politische Verfolgung und Unterdrückung jeder politischer Opposition durch das Militärregime zwangen Romeu und ihre Mitstreiter dazu in den Untergrund zu gehen, was auch ein Abbruch ihres Studiums zur Folge hatte. Mit mehreren Mitstreitern aus Belo Horizonte zog sie nach Rio de Janeiro um, wo deutlich bessere Bedingungen wie relevantere Ziele für den Widerstandskampf bestanden. Als Reaktion auf Festnahmen zahlreicher Widerstandskämpfer durch das Militär fusionierten im Juli 1969 die COLINA mit der Gruppe der Vanguarda Popular Revolucionária (VPR, in etwa Revolutionäre Volksfront) zur neuen Vanguarda Armada Revolucionária Palmares (VAR-Palmares, in etwa Revolutionäre bewaffnete Front Palmares), in Ehrung des größten Quilombo Brasiliens.
Inês Romeu war als Widerstandskämpferin an zahlreichen gewaltsamen Aktionen der Stadtguerilla der VPR beteiligt und gewann schnell an Anerkennung in der Gruppe. Am 18. Juni 1969 gelang es der VPR aus einem Safe etwa 2,5 Millionen US-Dollar in Scheinen zu entwenden. Dieser Safe gehörte Anna Benchimol, Sekretärin und Geliebte des Ex-Gouverneurs von São Paulo, Adhemar de Barros, und befand sich im Anwesen ihres Bruders, die dort das durch Korruption des Gouverneurs gewonnene Vermögen versteckte. Romeu war dafür verantwortlich, einen Teil des Geldes zu verwalten und zu verteilen.
Entscheidend soll auch Romeus Beteiligung an den Entführungen zweier Botschafter gewesen sein, mittels welcher es der VPR erfolgreich gelang politische Häftlinge im Austausch freizupressen. Im Juni 1970 entführte die VPR den deutschen Botschafter Ehrenfried von Holleben, durch dessen Austausch nach 5 Tagen das Regime 40 Gefangene frei ließ und nach Algerien ausflog. Am 7. Dezember 1970 entführte die VPR den Schweizer Botschafter Giovanni Enrico Bucher und hielt diesen ungewöhnlich lange, 40 Tage, fest, bevor dieser im Austausch gegen 70 politische Häftlinge freikam. Die Aktion der VPR gewann große Aufmerksamkeit über Brasilien selbst hinaus und gilt als die letzte, erfolgreiche Aktion der Stadtguerilla während der Diktatur.
Aufgrund der Entführungen der VPR verstärkte das brasilianische Militärregime die bereits rigide Verfolgung Oppositioneller, um jede Form des Widerstands zu unterdrücken. Unter dem Eindruck dessen beschloss Inês Romeu Brasilien zu verlassen, ums ins politische Exil nach Chile zu gehen, wobei sie ungeachtet dessen den zuvor noch vereinbarten Verpflichtungen gegenüber der VPR nachkommen wollte.

### Verhaftung und Überführung in „Casa da Morte“ in Petrópolis

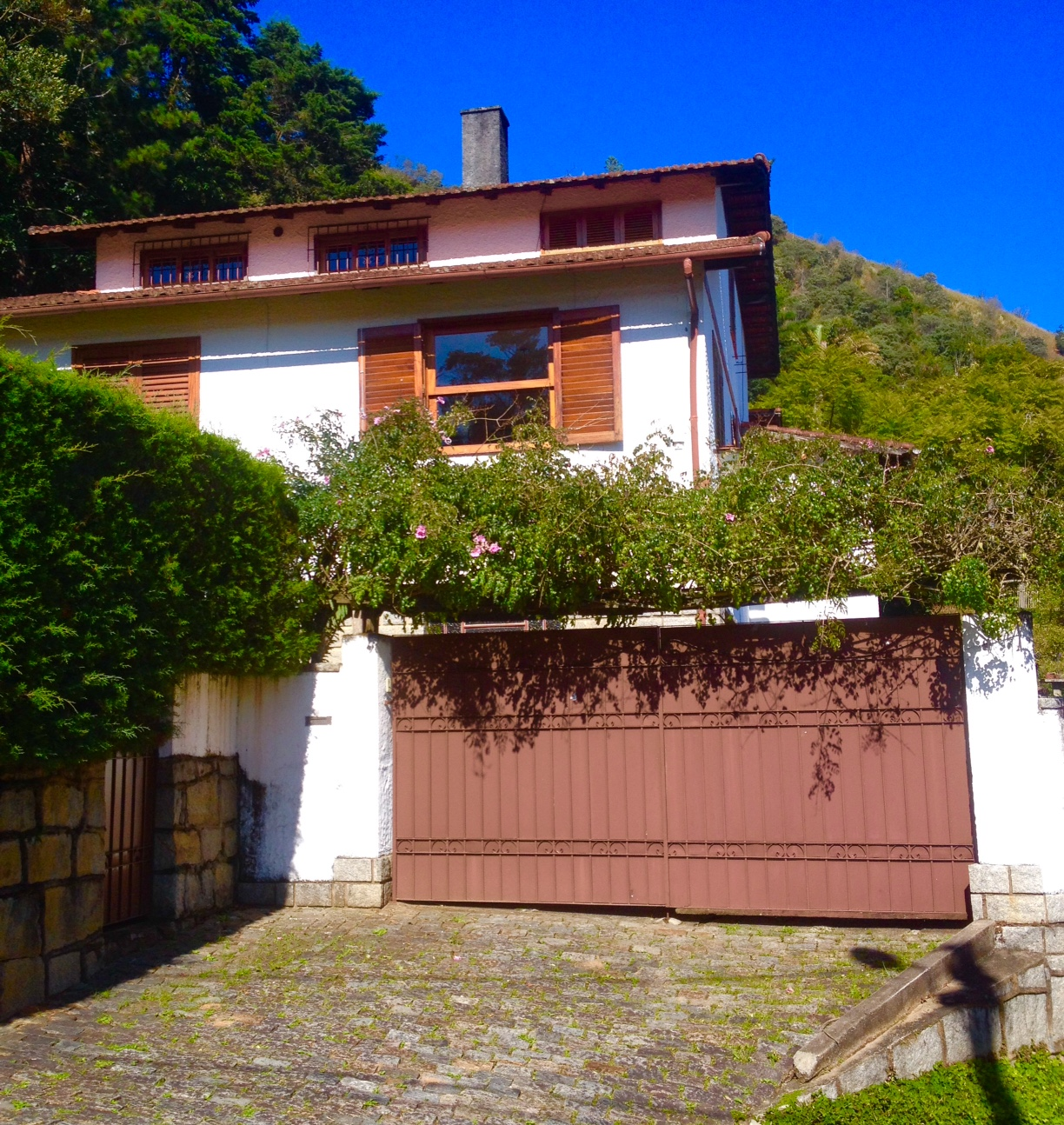
1971 richtete der Geheimdienst des brasilianischen Außenministeriums CIEX in dem im Bild gezeigten Wohnhaus (2017) in Petrópolis (Rio de Janeiro) ein Geheimgefängnis, das Inês Etienne Romeu als einzige Inhaftierte überlebte

Im Rahmen dieser von Inês Romeu noch zugesagten Verpflichtungen traf sie sich am 5. Mai 1971 mit ihrem VPR-Genossen und -Kämpfer Aluíso Palhano an einem vereinbarten Treffpunkt an der Avenida Santo Amaro im Süden São Paulos. An Ort und Stelle nahmen Sicherheitskräfte der Geheimpolizei DEOPS (Departamento de Ordem Política e Social, wortwörtlich Abteilung für politische und soziale Ordnung) unter Leitung von Sérgio Paranhos Fleury die beiden Widerstandskämpfer fest, verraten durch einen Polizeispitzel in der VPR. Romeu kam zunächst in eine Zelle der der DEOPS in São Paulo, berüchtigt für die Brutalität der Zellenwärter. Unmittelbar nach ihrer Ankunft versuchten die Zellenwärter Romeu durch Folter an Informationen über den Widerstand zu gelangen. Um weiterer Folter zu entgehen, versprach sie einen angeblich in Rio de Janeiro vereinbarten Treffpunkt des Widerstands zu verraten. Nach Überführung nach Rio, versuchte Romeu Suizid zu begehen, in dem sie sich vor einen Bus warf, trotz Verletzungen jedoch überlebte.
Durch den Suizidversuch schwer verwundet, ließ die DEOPS Romeu nach Petrópolis bei Rio de Janeiro überführen. Dort wurde sie in einem Wohnhaus in der Rua Artur Barbosa 668 inhaftiert, einem 1971 eingerichteten Geheimgefängnis des Centro de Informações do Exterior (Ciex; wörtlich Zentrum für Auslandsinformation, Bezeichnung des Geheimdienstes des Außenministeriums). 96 Tage verbrachte Inês Romeu in diesem später als „Casa da Morte“ (Haus des Todes) bekannt gewordenen Gefängnis, das außer ihr kein Gefangener  lebend verließ verließ.
Vergeblich versuchte Romeu sich in ihrer Haft vier Mal das Leben zu nehmen, was jeweils durch eingreifende Ärzte verhindert wurde. Nach zwei Monaten nahm sie das Angebot eines „ehrenhaften Selbstmord“ an, den sie statt durch einen Revolver im öffentlichen Straßenverkehr begehen sollte. Dabei versuchte Romeu erneut vergeblich zu fliehen. Zwei Wochen später  erhielt sie das Angebot als Agentin des Geheimdienstes zu arbeiten mit dem Ziel die Stadtguerilla zu unterwandern. Romeu nahm das Angebot im Schein an, um weiterer Folter zu entkommen. Um einem Verrat vorzubeugen, musste Romeu zahlreiche Erklärungen unterschreiben, in denen sie unter anderem ihre eigene Schwester der Subversion beschuldigte, sowie – auf Video aufgezeichnet – sich als Agentin des Staates zu erkennen geben. In der Überzeugung, Romeu sei durch Folter und Gewalt gebrochen und verrate den Widerstandskampf, kam Romeu frei und wurde darauf am 11. August 1971 vor das Haus einer ihrer Schwestern in Belo Horizonte geworfen.

### „Legalisierung“ der Haft
Nur 30 kg wiegend, abgemagert und von Folter gezeichnet brachte ihre Familie sie ins Krankenhaus, wo sie mehrere Monate verbrachte. Mehrmals sollen Militärs versucht haben, sie aus dem Krankenhaus zu entführen und zu ermorden. Nur dank Bemühungen ihrer Familie und des befreundeten Anwalts Augusto Sussekind gelang die „Legalisierung“ ihrer Haft am 7. November 1971 und sie entkam damit der Gefahr, erneut entführt zu werden. 1972 wurde sie aufgrund ihrer Beteiligung an der Entführung des Schweizer Botschafters Bucher zu lebenslanger Haft verurteilt, 1977 wurde die Haft auf 30 Jahre verringert. Ihre Haft von letztendlich insgesamt acht Jahren verbrachte sie im Talavera-Bruce-Gefängnis in Rio de Janeiro. Nach der allgemeinen Amnestie nach Ende der brasilianischen Diktatur (Lei 6.683/79) kam Romeu am 29. August 1979 als letzte politische Gefangene der Militärdiktatur frei.
Noch in ihrer Haftzeit, am 26. November 1975 heiratete sie ihre früheren Freund Jarbas Silva Marques, ebenfalls Guerillero und politischer Gefangener, den sie seit 1962 nicht mehr gesehen hatte und mit dem sie nur im Briefkontakt stand. Die Trauung der beiden inhaftierten Ehepartner erfolgte unter strenger Aufsicht zahlreicher Polizisten im Kreis der Familien. Die Trauung dauerte nur eine Minute, dem Bräutigam wurde nur kurz für die Unterschrift der Dokumente und den Ringtausch die Handschellen abgenommen. Nach Ende der Haft der beiden wurde die Ehe 1984 einvernehmlich beendet.

### Beruflicher Wiedereinstieg nach Haftende
Nach ihrer Entlassung aus der Haft widmete sich Romeu der Dokumentation und Aufklärung über die an ihr und anderen Oppositionellen begangenen Verbrechen des Militärregimes. Bereits eine Woche nach ihrer Freilassung am 29. August 1979 suchte sie die Brasilianische Anwaltskammer auf, um einen von ihr kurz nach der Haft in der „Casa da Morte“ niedergeschriebenen Bericht (bekannt geworden als „O relatório Inês“, auf Deutsch in etwa „der Inês-Bericht“) zu übergeben, der detailliert ihre Gewalterfahrung dokumentierte.
Unterstützt von der Brasilianischen Anwaltskammer und dem Brasilianischen Presseverband sowie den Familien der Opfer machte sie 1981 die Existenz der „Casa da Morte“ und die dort durch das Militär begangenen Verbrechen öffentlich. Insgesamt konnten 22 Widerstandskämpfer identifiziert werden, die in der „Casa da Morte“ zu Tode gefoltert wurden.
Aufgrund des 1979 verabschiedeten allgemeinen Amnestiegesetzes zum Ende der Diktatur musste sich keiner der Verantwortlichen vor Gericht verantworten. Lediglich der in der „Casa da Morte“ tätige Psychiater und Psychoanalytiker Amilcar Lobo, der an den Folterungen beteiligt war und Romeu in ihrer Haft Pentothal verabreichte, wurde nach einer Klage von Romeu die Zulassung als Arzt entzogen. Ein gerichtliches Verfahren gegen den Feldwebel Antonio Waneir Pinheiro de Lima, der Romeu in ihrer Haft vergewaltigt haben soll, war 2023 noch anhängig.
Von der Gewalterfahrung gezeichnet, begann Romeu wieder zu studieren und sich beruflich neue Wege zu erschließen. Ende 1981 schloss sie ihr Geschichtsstudium an der Bundesuniversität von Ceará ab, 1982 begann sie als Historikerin am Archiv des Bundesstaates von São Paulo (Divisão do Arquivo do Estado de São Paulo, DAE, heute Arquivo Público do Estado de São Paulo, APESP) zu arbeiten, von 1988 bis 1990 leitete sie das Archiv. Später verließ sie die Einrichtung, um für ein Verlagsunternehmen zu arbeiten, von 1993 bis 1995 war sie in der Kulturverwaltung der Stadt São Paulo beschäftigt.

### Letzte Lebensjahre
2003 wurde Inês Romeu im Alter von 61 Jahren blutüberströmt in ihrer Wohnung aufgefunden, nachdem ein für Tischlerarbeiten engagierter Mann ihr mehrmals auf den Kopf geschlagen und damit ein Schädel-Hirn-Trauma verursacht hatte. Von dem Überfall erholte sich Romeu nur schwer, bis zu ihrem Lebensende benötigte sie aufgrund bleibender neurologischer Schäden ärztliche Unterstützung. Der Hintergrund der Tat wurde nicht aufgeklärt. Es wird vermutet, dass Romeu gezielt eingeschüchtert oder umgebracht werden sollte, um ihrer Aufklärungsarbeit über Diktaturverbrechen ein Ende zu setzen.
Kurz vor Lebensende erhielt sie 2009 als letzte freigelassene politische Gefangene der Militärdiktatur den von der brasilianischen Regierung verliehenen Menschenrechtspreis in der Kategorie „Recht auf Erinnerung und Wahrheit“. Zwischen 2014 und 2016 sagte Romeu mehrmals vor der Brasilianischen Wahrheitskommission als Zeugin aus und konnte dabei erstmals sechs der Verantwortlichen identifizieren.
Inês starb am 27. April 2015 im Alter von 72 Jahren im Schlaf in ihrem Haus in Niterói. In den letzten Jahren ihres Lebens hatte sie einen akuten Herzinfarkt und ein akutes Lungenödem erlitten.
Im April 2018 übergab ihre Schwester Anitta Etienne Romeu das rund 3000 Dokumente umfassende Privatarchiv von Inês Romeu dem Archiv des Bundesstaates von São Paulo. Romeu sammelte systematisch jegliches Material, das sich mit dem Militärregime befasste, sei es in Form von wissenschaftlichen Arbeiten, Reportagen, Berichten, Erinnerungen, Zeugenaussagen, Nachrichten oder auch fiktiven Werken, um die eigene Erfahrung wie die anderer politischer Gefangene zu kontextualisieren. Das Material ist seit 2019 öffentlich einsehbar.

## Bibliografie
- Isabel Cristina Leite, Julia Gumieri, Lucila Lang Patriani de Carvalho, Pamela Michelena De Marchi Gherini (Hrsg.): Se eu morrer -- Inês Etienne e a denúncia da violência de Estado e de gênero, 1. Auflage, Editora Monstra, São Paulo, ISBN 978-65-992897-2-9; online verfügbar (PDF, 13,6 MB)